# Bembecia kaabaki
Bembecia kaabaki is een vlinder uit de familie wespvlinders (Sesiidae), onderfamilie Sesiinae.
Bembecia kaabaki is voor het eerst wetenschappelijk beschreven door Gorbunov in 2001. De soort komt voor in het Palearctisch gebied.